# Harold C. Schonberg
Harold Charles Schonberg, né le 29 novembre 1915 à New York et mort le 26 juillet 2003 dans la même ville, est un critique musical et journaliste américain. Il écrivait notamment pour The New York Times et est le premier critique musical à remporter le Prix Pulitzer pour la critique en 1971. Il est également l'auteur d'un certain nombre de livres sur des sujets musicaux et un, sur le jeu d'échecs.

## Biographie
Schonberg naît à New York de David et Mini Schonberg. Il avait un frère (Stanley) et une sœur (Edith). Schonberg est diplômé du Brooklyn College en 1937, et effectue ses études supérieures à l'Université de New York. En 1939, il est critique de disques pour l'American Music Lover Magazine, rebaptisé plus tard, American Record Guide.
Pendant la Seconde Guerre mondiale, Schonberg est lieutenant dans l’Airborne Signal Corps de l'armée des États-Unis. Il espérait s'enrôler en tant que pilote, mais ne pouvant distinguer les dégradés de couleurs et les subtilités, il est envoyé à Londres, où il agit comme décodeur au chiffre, puis parachutiste. Il se fracture la jambe sur un saut d'entraînement avant le Jour J et ne peut pas participer à l'invasion de la Normandie ; tous les membres de son peloton ont sauté en France et ont été tués. Il reste dans l'armée jusqu'en 1946.
Schonberg rejoint The New York Times en 1950, jusqu'à passer au poste de critique musical senior, une décennie plus tard. À ce titre, il a publié des comptes rendus quotidiens et le dimanche, de longs articles sur des opéras et la musique classique. Il travaille efficacement afin d'accroître la présence des pages musicales dans le Times et rassemble au sein du journal du personnel de premier rang. Au moment de sa retraite en 1980, il devient correspondant culturel du Times.
Schonberg écrit également des articles, notamment pour le magazine Harper's et High Fidelity. 
Schonberg a été un auteur extrêmement influent. Outre ses contributions au journaliste musical, il a publié treize livres, essentiellement sur la musique, notamment The Great Pianists (1963, révisé en 1987) — les pianistes étaient une spécialité de Schonberg — et The Lives of the Great Composers (1970 ; révisée en 1981, 1997) qui retrace la vie des grands compositeurs de Monteverdi aux temps modernes.

### Critiques de Bernstein
Schonberg était très critique à l'égard de Leonard Bernstein, pendant les onze ans de son mandat (1958-1969) en tant que chef d'orchestre principal de l'orchestre philharmonique de New York. Il a accusé Bernstein d'utiliser des gestes exagérés sur le podium et l'exécution d'une pièce de manière que sa structure soit trop évidente pour le public (par exemple, en ralentissement la transition du thème principal à un autre).
L'une de ses plus célèbres critiques à propos de Bernstein, a été écrite après le concert du 6 avril 1962, juste avant que Bernstein n'annonce qu'il était en désaccord avec l'interprétation de Glenn Gould du premier Concerto de Brahms, mais qu'il allait le diriger de toute façon, parce qu'il trouvait ça fascinant. Schonberg dans son papier, l'a reproché à Bernstein, suggérant qu'il aurait dû s'abstenir de faire connaître son désaccord, abandonner le concert ou imposer sa propre volonté à Gould et a appelé Bernstein « le Peter Pan de la musique ». Dans le chapitre sur Bernstein dans son livre The Great Conductors (« Les Grands chefs d'orchestre », 1967), Schonberg cite la remarque, mais néglige de mentionner qu'il en fut lui-même le porte-parole.
Après que Bernstein s'est retiré du poste de direction régulier à l'orchestre philharmonique de New York, Schonberg semblait plus doux dans son attitude envers lui et a commencé les louanges de ses interprétations, en précisant dans son livre The Glorious Ones qu'« avec l'âge, le besoin de prouver quelque chose diminue » et qu'« il y avait des moments de gloire à ses conceptions ».

### Autres intérêts
Dévoué et joueur d'échecs qualifié, il a couvert le match de championnat entre Boris Spassky et Bobby Fischer à Reykjavik, en Islande, en 1972. L'un des livres de Schonberg n'est pas consacré à la musique, mais aux Grands Maîtres d'Échecs (Grandmasters of Chess). De 1972 à 1995, sous le pseudonyme de Newgate Callender, il a aussi écrit sur les thrillers pour The New York Times.
Schonberg a également été un avide golfeur, mais bien mauvais, selon sa propre estimation. Il est coauteur du livre How To Play Double Bogey Golf (1975) avec Hollis Alpert, fondateur de la Société nationale des critiques de cinéma, et une collègue de l'auteur, Ira Mothner. Schonberg, Mothner et Alpert ont joué au golf fréquemment ensemble, selon le livre.

### Dernières années
En 1984, Schonberg enseigne la critique musicale à l'Université McMaster, à Hamilton, au Canada.
Il a été membre du jury du Concours International de Piano de Santander Paloma O’Shea en 1987.
En 1987, Schonberg est annoncé comme étant l'assistant de Vladimir Horowitz pour la préparation des mémoires du pianiste. Bien que le projet ne se soit jamais terminé, la biographie de Horowitz par Schonberg est publiée en 1992. 
Schonberg est décédé à New York le 26 juillet 2003, à l'âge de 87 ans. Dans la nécrologie du New York Times, le lendemain, Allan Kozinn écrit que « En tant que critique musical Harold Schonberg a fixé la norme de l'évaluation critique et la rigueur journalistique ».

## Ouvrages
- The Guide to Long-Playing Records: Chamber and Solo Instrument Music, Alfred A. Knopf, New York 1955
- The Great Pianists, Victor Gollancz, Londres 1964
- The Great Conductors, 1967
- Facing the Music, 1981
- The Glorious Ones, 1985
- The Great Pianists éd. rev. 1987
- The Lives of the Great Composers (W. W. Norton, New York 1970) éd. rev. 1997
- Grandmasters of Chess (J. B. Lippincott, Philadelphia et New York, 1972, 1973)